# Shīsheh Rāh
Shīsheh Rāh (persiska: شیشه راه) är en ort i Iran.   Den ligger i provinsen Kermanshah, i den västra delen av landet, 500 km väster om huvudstaden Teheran. Shīsheh Rāh ligger 629 meter över havet och antalet invånare är 144.
Terrängen runt Shīsheh Rāh är kuperad. Runt Shīsheh Rāh är det ganska glesbefolkat, med 42 invånare per kvadratkilometer. Närmaste större samhälle är Sarpol-e Z̄ahāb, 9,7 km norr om Shīsheh Rāh. Omgivningarna runt Shīsheh Rāh är i huvudsak ett öppet busklandskap.